# Heesterslak
De heesterslak (Arianta arbustorum) is een algemeen in Europa voorkomende landslakkensoort uit de familie Helicidae.

## Naam
De soortnaam werd in 1758 ingevoerd door Carl Linnaeus (1786-1836) als Helix arbustorum in de tiende editie van Systema naturae.  Door andere inzichten in de taxonomie is de soort later in het geslacht Arianta geplaatst. Als gevolg van deze naamswijziging worden auteursnaam en datum nu tussen haakjes gezet.

## Beschrijving

### De schelp

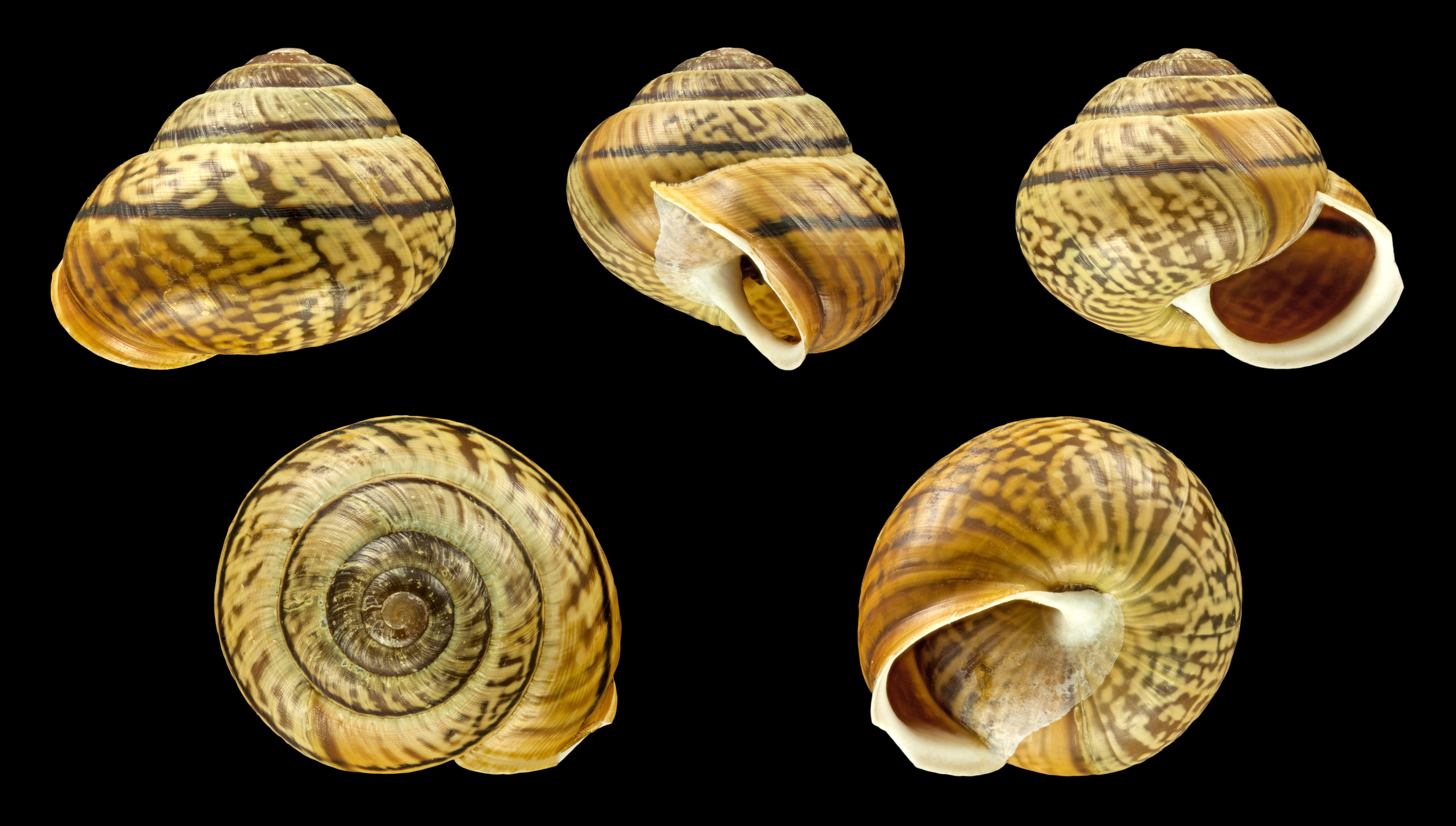
Arianta arbustorum alpicola

De schelp is afgerond kegelvormig, heeft een stompe top en 5-6 langzaam en regelmatig in grootte toenemende windingen. De laatste winding daalt bij de sutuur in de richting van de mondrand iets naar beneden. De sutuur is aanvankelijk ondiep maar is bij de latere windingen iets dieper. De periferie is bij schelpen van onvolwassen dieren hoekig, bij schelpen van volwassen dieren afgerond. De mondopening is rond-ovaal, de pariëtale zijde is bedekt door een zeer dun, doorzichtig callus. De mondrand is discontinu, calleus verdikt, afgerond en zwak omgeslagen. Aan de buitenzijde is achter de omgeslagen mondrand de schelp iets ingesnoerd waardoor de omslag geaccentueerd wordt. Aan de binnenzijde is de calleus verdikte mondrand opvallend wit gekleurd. De navel is nauw en meestal grotendeels bedekt door het columellaire deel van de mondrand. Sommige ondersoorten hebben een open navel.
Het schelpoppervlak is meestal glad en glanzend en heeft een spiraalsculptuur van fijne scherp afgebakende dicht bij elkaar liggende en enigszins 'golvende' groefjes. De groefjes zijn zichtbaar onder een loep met een tienmalige vergroting. Zij zijn zeer kenmerkend voor deze soort. Daarnaast bestaat de sculptuur uit groeilijnen. De schelp heeft een kleurpatroon dat ook na de dood van het dier zeer resistent is. Het patroon bestaat uit een bruine spiraalband die iets boven het midden van de winding loopt. Deze band is soms afwezig. Daarnaast is de schelp bedekt met talloze lichtbruine vlekjes die in de breedte wat uitgetrokken zijn. Soms ontstaat een zebra of zigzagpatroon. Het periostracum is geel tot donkerbruin met alle tinten daartussen. Soms is de schelp zo dun dat zij bij het levende dier enigszins doorschijnend kan zijn. De kleur van het donkergekleurde dier schemert er dan doorheen.
De omgeslagen mondrand wordt pas door volwassen dieren aangelegd. Bij schelpen van jonge dieren is de omslag afwezig en is de mondrand wel minder maar toch duidelijk aan de binnenzijde verdikt. Deze verdikking is evenals bij de volwassen dieren wit gekleurd en omdat de schelp in dit stadium ter plaatse minder dik is, is dit aan de buitenzijde als een lichte band parallel aan de mondrand zichtbaar (zie figuur). Het kleurpatroon eindigt voor de band en vaak is op de mondrand zelf een heel dunne donkere band zichtbaar die de lichte band van de mondrand scheidt. Deze donkere band duidt op een onderbreking in de groei tijdens de winter. Vaak zijn dergelijke banden op oudere delen van de schelp bewaard gebleven (zie figuur).
Schelpen van dode dieren en fossielen zijn ondoorzichtig, mat en vaak wit of lichtgrauwgrijs gekleurd en behouden meestal het kleurpatroon van vlekken en spiraalband. Vooral de donkere spiraalband is karakteristiek en blijft lang bewaard. Fossiele schelpen blijven vaak niet heel bewaard maar vallen door transport door water in fragmenten uiteen. Dergelijke fragmenten zijn op grond van de spiraalgroefjes en het eventuele kleurpatroon goed herkenbaar. Karakteristieke fragmenten zijn de resten van de onderzijde van de mondrand met een deel van de spil er nog aan vast.
Afmetingen van de schelp
- breedte: tot 26 mm.
- hoogte: tot 23 mm.
- hoogte mondopening: tot 13 mm.

De hoogte-breedteverhouding is zeer variabel, er komen populaties voor met heel platte schelpen en met heel hoge. Ook de grootte op zich is variabel.

### Habitat
Arianta arbustorum leeft in uiteenlopende biotopen variërend in vochtigheid van tamelijk droog tot nat. De soort leeft in bosjes ('parklandschap'), struikgewas, rietland, op oude muren, etc. Enige schaduw heeft de voorkeur.

### Huidige verspreiding
Deze soort heeft een Europese verspreiding.

### Fossiel voorkomen
Arianta arbustorum is bekend uit het hele Kwartair vanaf het Pretiglien. Vooral aanwezig tijdens in interglacialen maar ook in interstadialen. In lössafzettingen komt de soort eveneens voor maar is daar veelal aanwezig in een kleine, gedrongen vorm. Uit interglacialen van het Vroeg Pleistoceen zijn zeer grote exemplaren bekend.
Het is een van de algemeenste landslakkensoorten uit het Kwartair van België en Nederland. Bekend uit onder andere het Praetiglien, Tiglien, Bavel Interglaciaal, Holsteinien, Belvédère Interglaciaal, Eemien, Weichselien en Holoceen.

### Arianta Fauna
De ondersoorten (zie onder) arbustorum en alpicola zijn tijdens het Pleistoceen in bepaalde delen van de glacialen op veel plaatsen dominant aanwezig. Dergelijke fossiele gezelschappen worden 'Arianta fauna's' genoemd. Zij worden vooral in löss aangetroffen en worden beschouwd perioden aan te duiden waarin de vochtigheid en mogelijk de temperatuur relatief hoog waren. De 'Arianta Fauna' duidt op koude klimatologische omstandigheden maar wel op een iets milder klimaat dan de Columella Fauna.

### Ondersoorten
De schelp van Arianta arbustorum is zeer variabel van vorm en grootte. Dit heeft aanleiding gegeven tot het beschrijven van diverse ondersoorten waarvan de status niet altijd duidelijk is. Momenteel worden de volgende ondersoorten onderscheiden:
- Arianta arbustorum alpicola (Férussac, 1821)
- Arianta arbustorum arbustorum (Linnaeus, 1758)
- Arianta arbustorum canigonensis (Boubée, 1833)
- Arianta arbustorum picea (Rossmässler, 1837)
- Arianta arbustorum pseudorudis(Schlesch, 1924)
- Arianta arbustorum repellini (Reeve, 1852)
- Arianta arbustorum styriaca (Kobelt, 1876)
- Arianta arbustorum vareliensis Ripken & Falkner, 2000

De vele in omloop zijnde synoniemen zijn waarschijnlijk alle op een van deze ondersoorten terug te voeren maar hier is nog veel onderzoek nodig.
In het hooggebergte van de Alpen komen vormen voor met een relatief lagere schelp en een open navel. Met behulp van mitochondriaal DNA-onderzoek is duidelijk geworden dat deze vlakke vormen relicten zijn die waarschijnlijk op nunataks de Pleistocene vergletsjeringen tijdens de glacialen hebben overleefd. De eveneens in de Alpen voorkomende relatief hogere vorm is tijdens het Holoceen vanuit het Europese laagland (waar zij altijd algemeen is gebleven) naar hogere plaatsen gemigreerd.

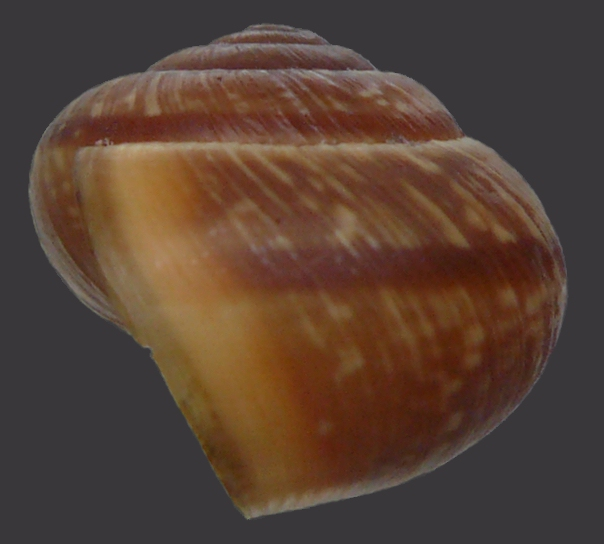
Schelp van jong dier met donkere en licht gekleurde band langs de mondrand.
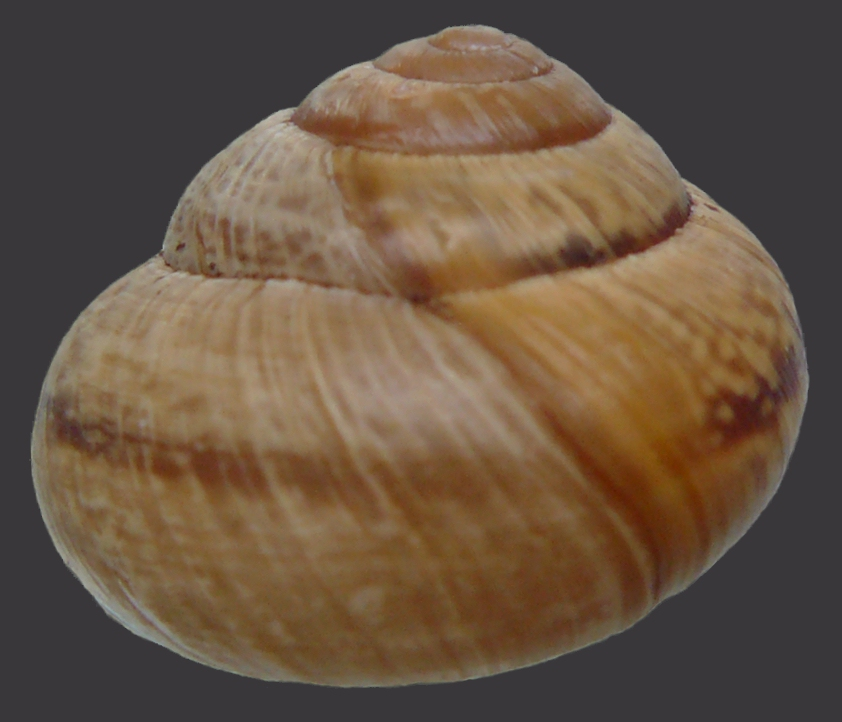
Schelp met twee donkere banden veroorzaakt door een groeistop tijdens de winter
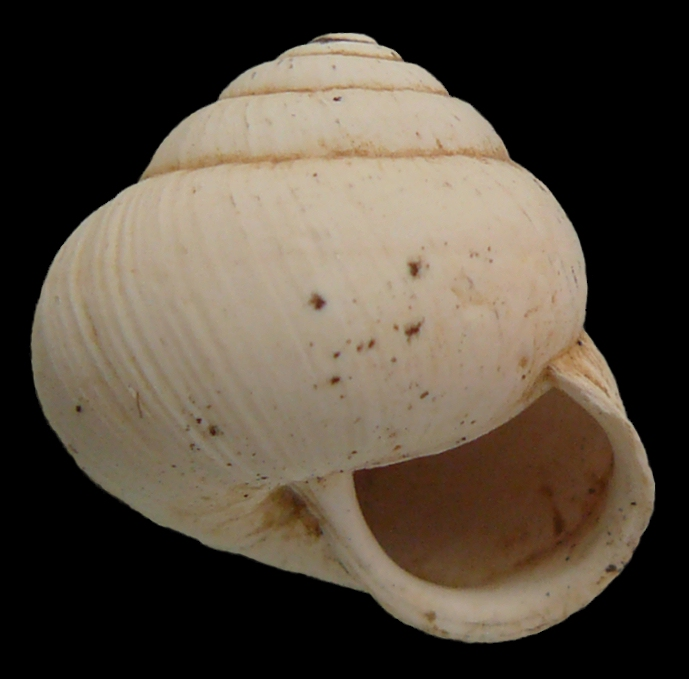
Fossiele schelp uit holocene afzettingen in de Houtrakpolder
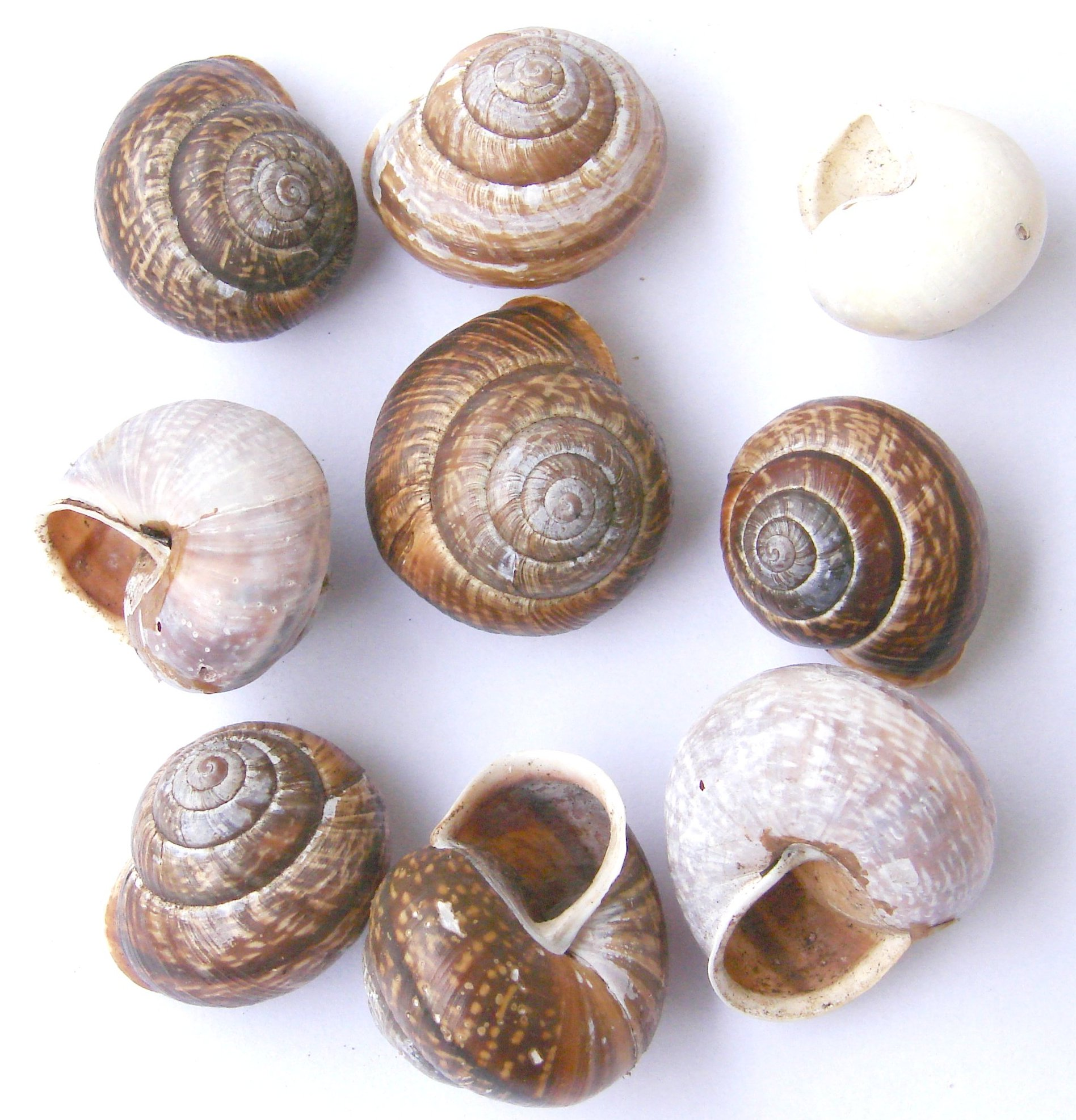
Schelpen met (donker gekleurd) en zonder (licht gekleurd) periostracum.
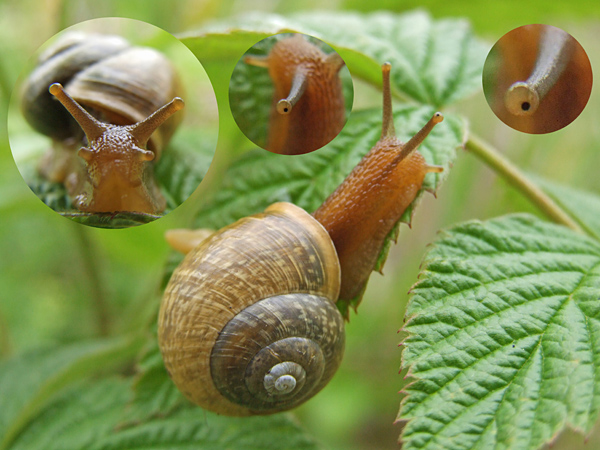
Kruipende slak met details van de tentakels en de ogen.
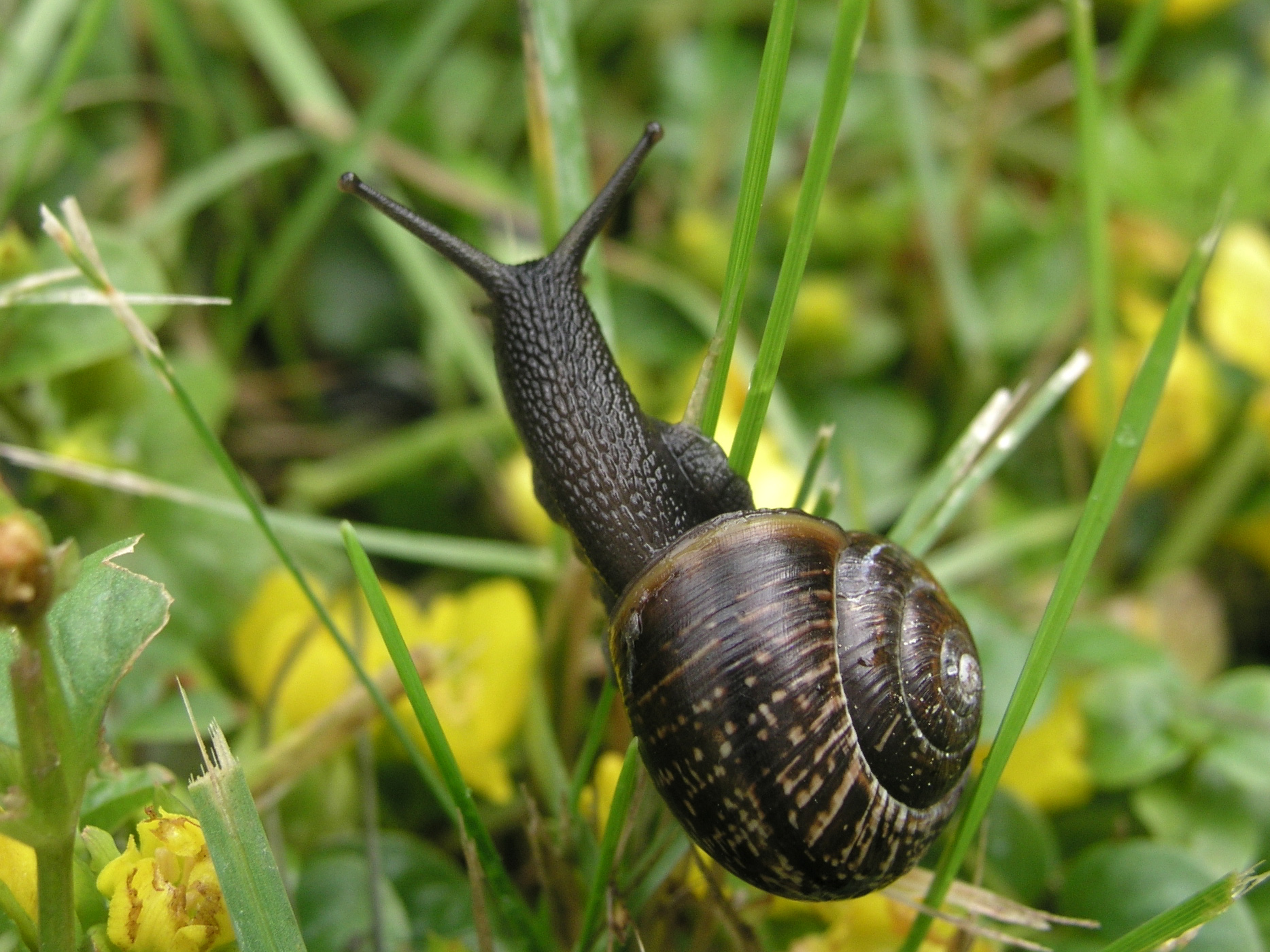
Kruipend dier van de meest algemene ondersoort met bolle schelp
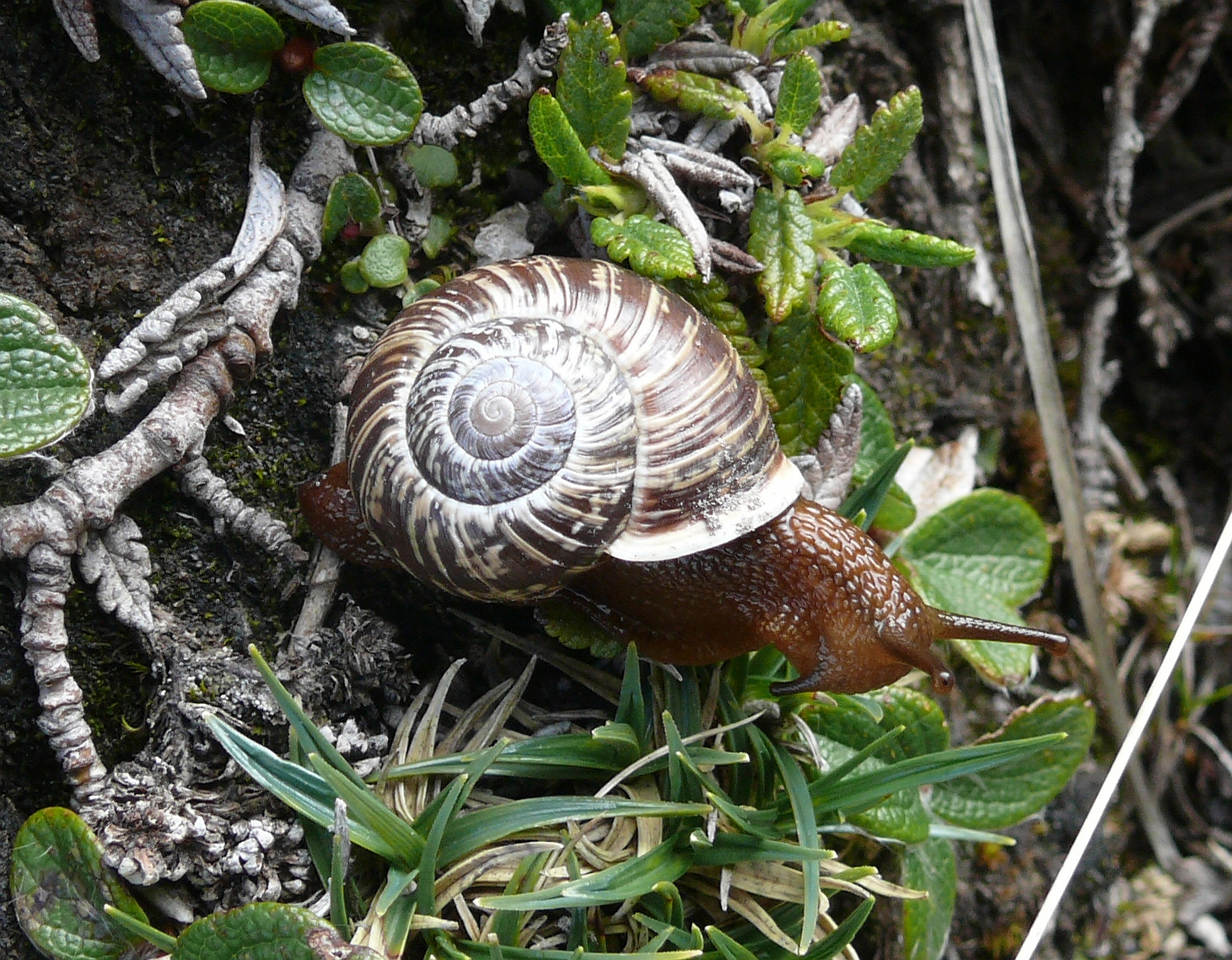
Kruipend dier van een in het hooggebergte levende ondersoort met afgeplatte schelp
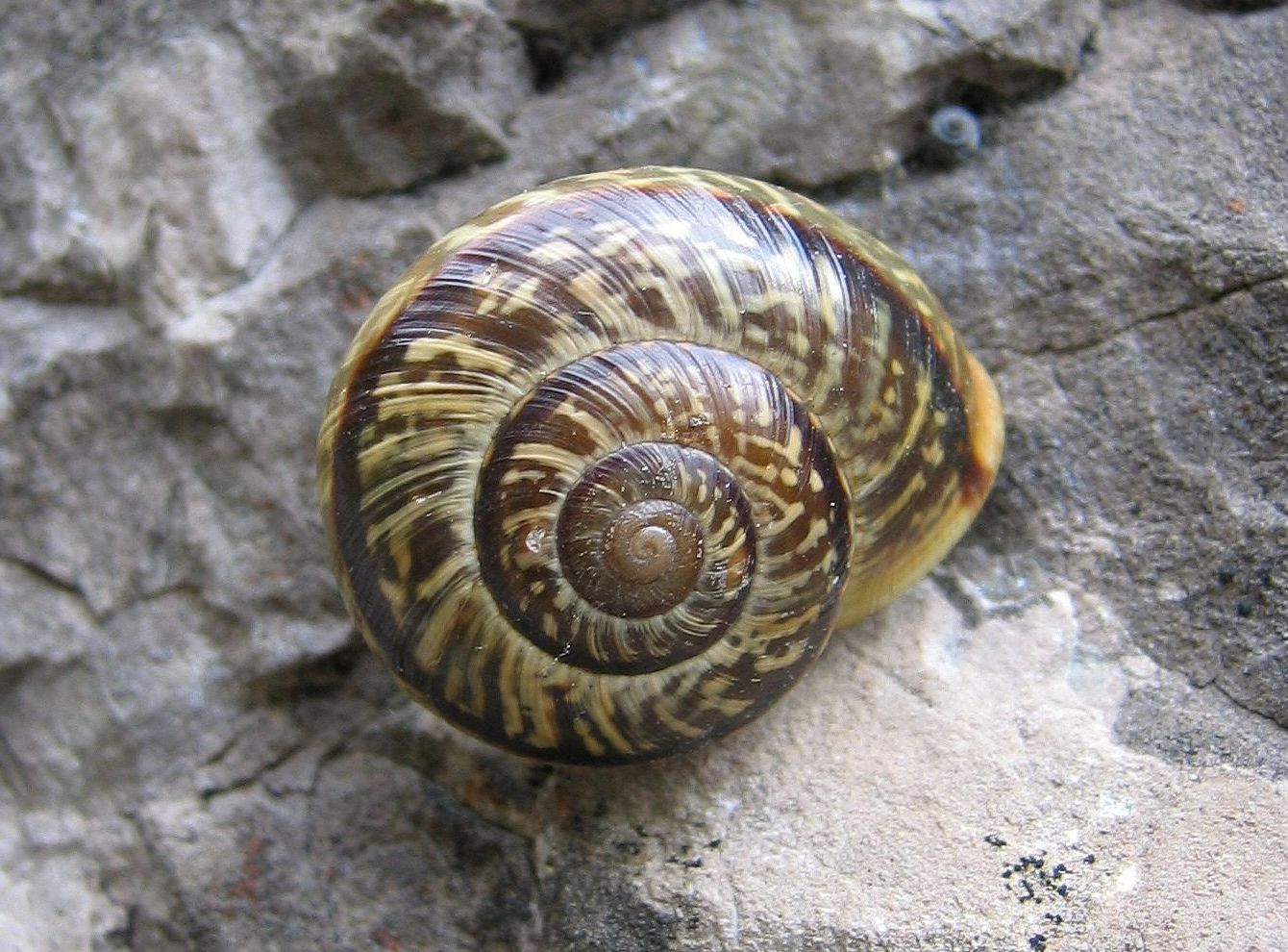
Ondersoort met afgeplatte schelp